# 와현항 (남해군)
와현항은 경상남도 남해군 삼동면 지족리, 지족1리마을 인근에 있는 어항이다. 2002년 8월 6일 어촌정주어항으로 지정하여 관리하고 있다. 시설관리자는 남해군수이다.

## 어항 연혁
- 1700년대 말부터 너무개라는 곳에 기와굴이 있었으며, 고개의 이름을 따서 와현(瓦峴)이라 유래되었다.

## 어항 시설
- 방파제 L=0, B=0n, 선착장 L=100m, B=5.0m, 물량장 L=150m, B=8.0m

## 주요 어종
- 전어, 도다리, 낙지, 주꾸미, 멸치, 해삼, 패각류 등